# Opština Rosoman

Znak opštiny Rosoman

Opština Rosoman je jednou z 9 opštin Vardarského regionu. Současně je však jednou z 80 opštin v Severní Makedonii. Rozkládá se zhruba uprostřed regionu. Rozloha je 132,9 km² a v roce 2002 zde žilo 4 141 obyvatel. Správním centrem opštiny je vesnice Rosoman.

## Popis
Opština se rozkládá v nížině podél řeky Crna reka, která protéká územím od jihu k severu a vlévá se nedaleko severního okraje opštiny do řeky Vardar. Nadmořská výška území je zhruba od 150 do 250 m. Avšak vesnička Mrzen Oraovec je v nadmořské výšce cca 570 m n. m. V jejím okolí jsou kopce až do výše cca 800 m n. m.

Vesnice v opštině Rosoman

 Opštinu tvoří celkem 10 vesnic, jimiž jsou: Debrište, Kamen Dol, Kruševica, Manastirec, Mrzen Oraovec, Palikura, Ribarci, Rosoman, Sirkovo a Trstenik.
Sousedními opštinami jsou: Gradsko na severu, Negotino na východě, Kavadarci na jihu a Čaška na západě.

## Doprava
Opštinou prochází od jihu k severu z měst Bitola a Prilep hlavní silnice A1, která se při severním okraji opštiny napojuje na Dálnici A1/E 75. Odtud se lze dostat na jihovýchod do Řecka a opačně na severozápad do Skoplje.
Opštinou také prochází od severu k jihu železniční trať, vedoucí z města Veles a končící u města Kavadarci.

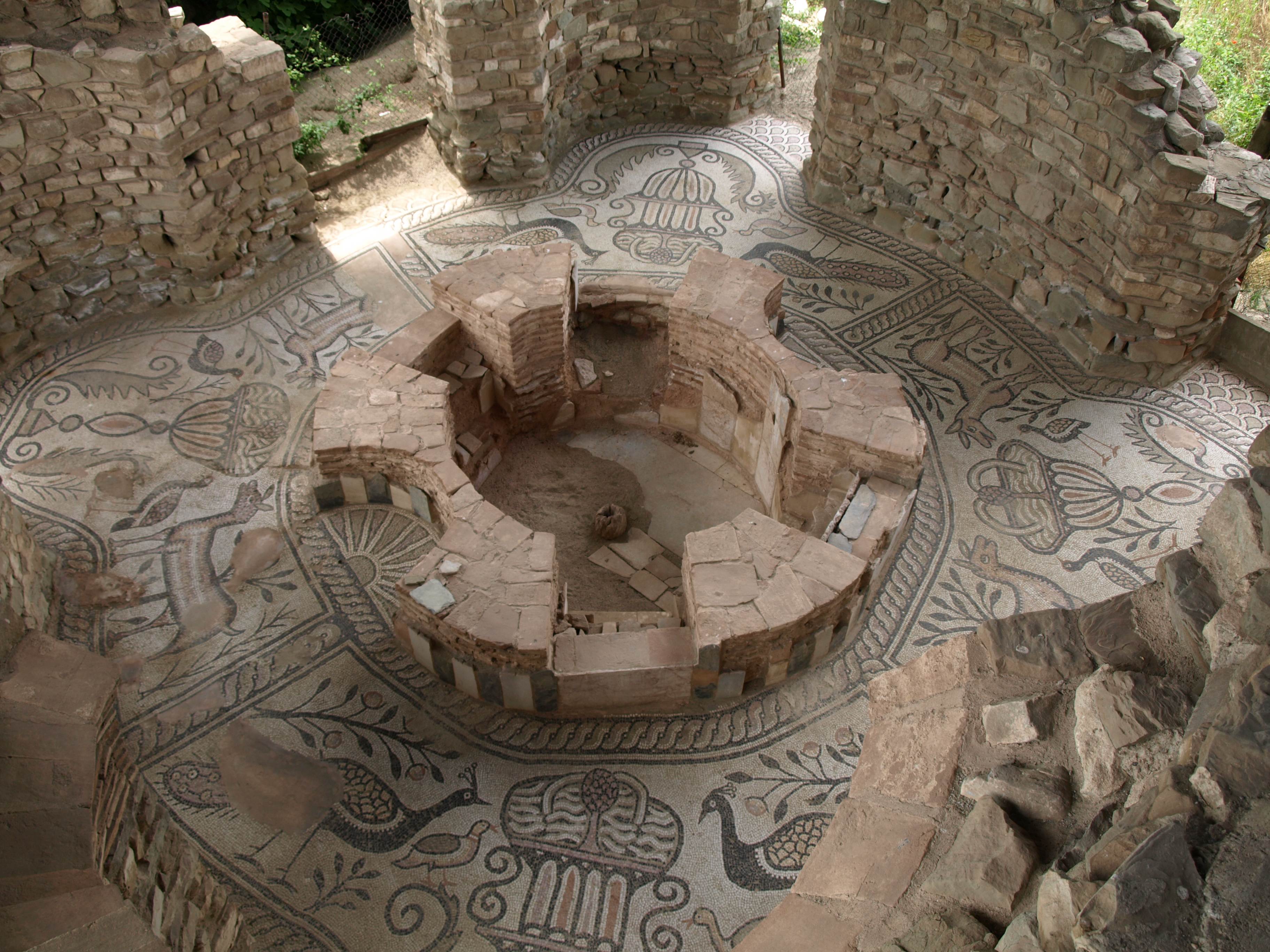
Stobi Baptisterium

## Zajímavosti
Stobi – ruiny starobylého antického města v Severní Makedonii.